# Battleaxe
Battleaxe foi uma banda britânica de heavy metal formada em Newcastle upon Tyne. Uma das mais notáveis na cena New Wave of British Heavy Metal, começaram com o nome Warrior e transformaram-se em Battleaxe no início de 1980.

## História

### (1980-1985) Burn This Town e Power From the Universe
Depois de alguns shows pela área, eles entraram em estúdio para fazer uma demo chamada "Burn This Town". Ao fazer isso, eles atraíram a atenção da gravadora Roadrunner Records, e o resultado foi o seu primeiro álbum, Burn this town.
Em dezembro de 1983, o Battleaxe gravou seu segundo álbum, "Power from the Universe", quando a relação entre o guitarrista Steve Hardy e a banda quebrou. Após o lançamento do segundo álbum, o Battleaxe foi capaz de obter a abertura dos shows numa turnê do Saxon pelo Reino Unido, que haviam visto a banda tocar em um show com Twisted Sister e Anvil. Infelizmente, este é o ponto onde a história quase termina, como o Battleaxe foi incapaz de sustentar qualquer sucesso no Reino Unido, a banda quase se desfez.
Foi feita uma tentativa de gravar um terceiro álbum, mas quando o financiamento acabou o projeto foi desativado.
"Na verdade a banda acabou da primeira vez porque depois que eles voltaram da tour pelos EUA em 1985, o empresário fugiu com o dinheiro e a namorada de um deles – aquela loira que aparece nos três clipes da banda – traiu um dos membros da banda com outro. Coisa meio Ramones,
mas isso deve ser lenda, sei lá..."

(Rodrigo "Roddy B" BVevino (atual vocalista do Avenger) em entrevista á revista brasileira Roadie Crew, dizendo sobre histórias que Gary Young lhe contou sobre a época do NWOBHM)

### (1985-1988) Pós Power From The Universe
O sucesso parecia tão próximo deles por suas atuações pela Inglaterra. Na véspera de uma grande aparição no Hammersmith Odeon de Londres em apoio na turnê Crusader do Saxon, alguns empresários da gravadora Atlantic Records foram mostrando interesse. Após o show, eles queriam que a banda organizasse uma apresentação para eles. Foi então que, por motivos ainda desconhecidos para a banda
e os fãs, que Steve Hardy saiu da banda e eles perderam a chance de uma grande contratação. Demorou quase dois anos antes de uma nova formação que estivesse perto da qualidade e espírito que eles tinham.
Com apenas Brian e Dave da formação original, as coisas estabilizaram entre 1985 e 1987 quando o guitarrista Mick Percy e o baterista Paul AT Kinson se juntaram à banda.
Ao longo do fim dos anos 80 para o início de 1990, o Battleaxe tocou em alguns shows locais, compuseram e gravaram algumas músicas novas, mas o clima estava mudando no rock local, tornando as coisas difíceis para o Battleaxe no Reino Unido.
Mick continuou tocando na cena rock local e Paul se juntou à banda de Folk metal Skyclad, enquanto Dave e Brian voltaram a trabalhar em seus próprios projetos para os próximos 10 anos ou mais.
Foi marcado o fim da Atividade do Battleaxe em 1988.

### (2010 - Atualmente) Retorno após 20 anos
A formação atual da banda se consiste em Dave King, Paul AT Kinson, Mick Percy e Brian Smith, após algumas aparições e festivais de metal o retorno foi marcado pela regravação do videoclipe da canção "Chopper Attack" e o trabalho de estúdio num novo álbum, que sendo gravado e mixado desde 2011, Heavy Metal Sanctuary será lançado em fevereiro de 2014, sendo que no fim de novembro de 2013, a banda lança o videoclipe da faixa homônima ao álbum.

## Discografia

### Álbuns de estúdio
- Burn this town (1983)
- Power From The Universe (1984)
- Burn This Town (2005, relançamento em CD)
- Power From The Universe (2005, relançamento em CD)
- Heavy Metal Sanctuary (2014)

### EP
- Nightmare Zone (2005, gravado em 1987)

### Singles
- "Burn This Town" (1981)

### Videoclipes
- Chopper Attack (2011)
- Heavy Metal Sanctuary (2013)

### Compilações
- "Roxcalibur - Burn This Town & Battleaxe" (1982)
- "Hell On Earth - Ready To Deliver" (1983)
- "Metal Battle - Ready To Deliver" (1983)
- "Welcome To The Metal Zone - Chopper Attack" (1985)

## Membros Atuais
- Dave King - Vocais
- Brian Smith - Baixo
- Mick Percy - Guitarra
- Paul Atkinson - Bateria

## Ex-Membros
Guitarristas
- Steve Hardy
- John Stormont
- Jason Holt
- Colin Simpson

Bateristas
- Ian Thompson
- Ian McCormick
- Stewart Curtin